# Catasetum maranhense
Catasetum maranhense là một loài thực vật có hoa trong họ Lan. Loài này được Lacerda & Silva mô tả khoa học đầu tiên năm 1998.